# أندريه ليرون
أندريه ليرون (بالفرنسية: André Lerond) (6 ديسمبر 1930 في لو هافر) لاعب كرة قدم فرنسي معتزل كان يجيد اللعب في خط الدفاع . انضم إلى منتخب فرنسا في نهائيات بطولة كأس العالم 1958 وساهم في احتلال المركز الثالث . توفي يوم 8 أبريل 2018.

## روابط خارجية
- أندريه ليرون على موقع الاتحاد الدولي (مؤرشف)  (الإنجليزية)
- أندريه ليرون على موقع قاعدة بيانات كرة القدم.إي يو (الإنجليزية)
- أندريه ليرون على موقع ناشيونال فوتبول تيمز (الإنجليزية)
- أندريه ليرون على موقع عالم كرة القدم.نت (الإنجليزية)